# Megachile albohirta
Megachile albohirta là một loài Hymenoptera trong họ Megachilidae. Loài này được Brullé mô tả khoa học năm 1839.